# La Chapelle-Iger
La Chapelle-Iger ist eine französische Gemeinde mit 191 Einwohnern (Stand: 1. Januar 2022) im Département Seine-et-Marne in der Region Île-de-France. Sie gehört zum Arrondissement Provins und zum Kanton Fontenay-Trésigny (bis 2015: Kanton Rozay-en-Brie). Die Einwohner werden Capalligérois genannt.

## Geographie
La Chapelle-Iger liegt etwa 52 Kilometer ostsüdöstlich von Paris. Umgeben wird La Chapelle-Iger von den Nachbargemeinden Voinsles im Norden und Osten, Gastins im Süden und Südosten, Courpalay im Westen und Südwesten sowie Bernay-Vilbert im Nordwesten.

## Bevölkerungsentwicklung
| Jahr                      | 1962 | 1968 | 1975 | 1982 | 1990 | 1999 | 2006 | 2013 |
| Einwohner                 | 150  | 111  | 85   | 107  | 134  | 152  | 169  | 155  |
| Quelle: Cassini und INSEE |      |      |      |      |      |      |      |      |

## Sehenswürdigkeiten
- Kirche Saint-Léger (siehe auch: Liste der Monuments historiques in La Chapelle-Iger)
- Schloss Champgueffier aus dem 17. Jahrhundert